# Alois Gmür

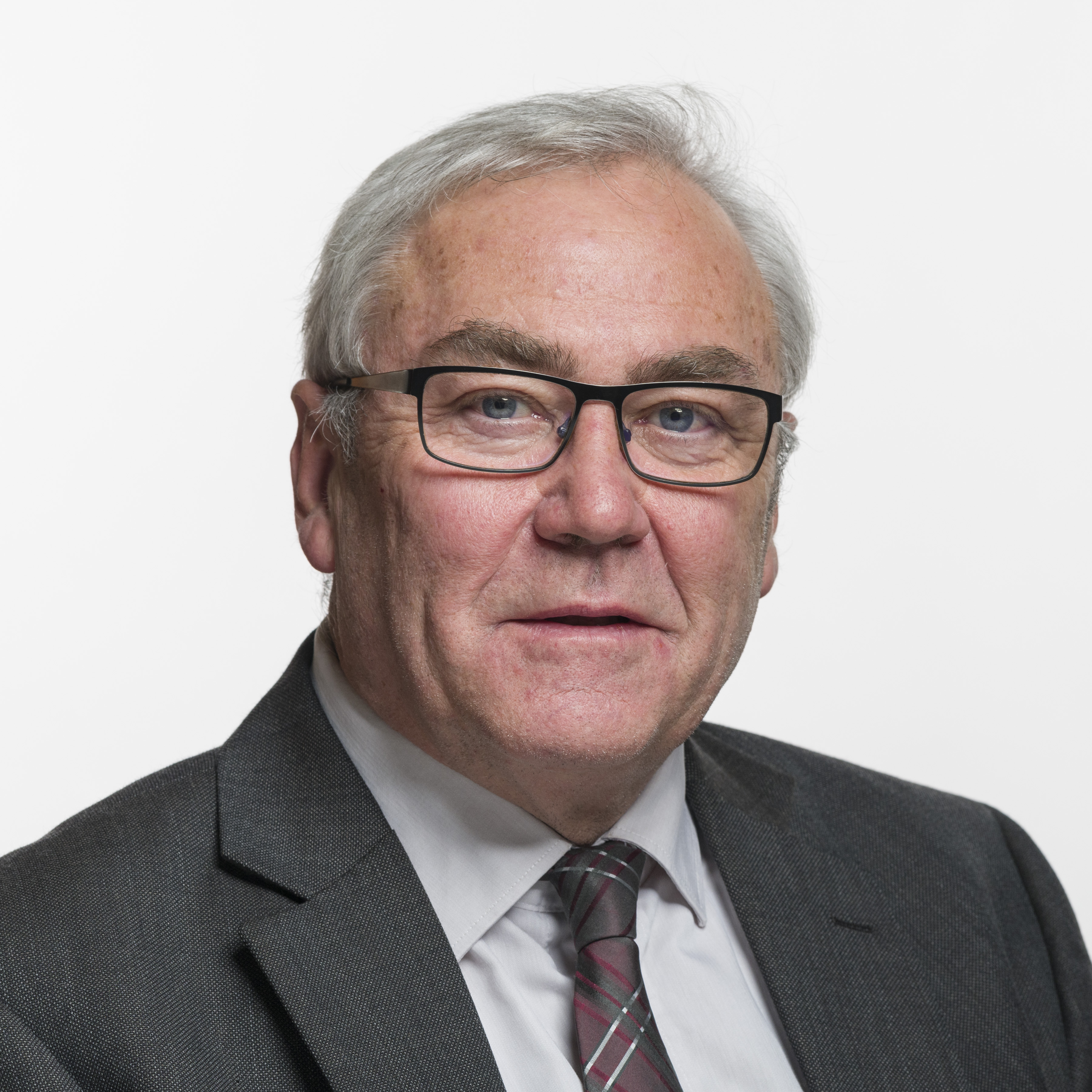
Alois Gmür (2019)

Alois Gmür (* 3. April 1955 in Einsiedeln, heimatberechtigt in Amden) ist ein Schweizer Politiker (Die Mitte, vormals CVP).

## Biografie
Gmür war von 1986 bis 2000 im Bezirksrat von Einsiedeln und von 2000 bis 2004 Bezirksammann. Von 2004 bis 2011 war er im Kantonsrat des Kantons Schwyz. 
Gmür war von den Parlamentswahlen 2011 bis zu seinem Verzicht auf eine Wiederkandidatur im Jahr 2023 Mitglied des Nationalrates. Während seiner Amtszeit gehörte er zeitweise sowohl der Finanzkommission als auch der Sicherheitspolitischen Kommission des Nationalrates an. Zudem war er Präsident der parlamentarischen Gruppe Gastgewerbe (GastroSuisse).
Der Braumeister und Teilinhaber der Brauerei Rosengarten in Einsiedeln amtet seit 2017 als Präsident des Stiftungsrats der Schweizerischen Pfadistiftung, deren Stiftungszweck die Unterstützung der Arbeit der Pfadibewegung Schweiz ist. Er war zudem Präsident der SwissDrink Genossenschaft, Regensdorf, und des Vereins Netzwerk Arbeit Kanton Schwyz. sowie Mitglied der 2013 auf Initiative der Getränkehersteller gegründeten Lobbygruppe für Süssgetränke IG Erfrischungsgetränke. Von 2006 bis 2020 war er Präsident der Interessengemeinschaft unabhängiger Klein- und Mittelbrauereien der Schweiz.

## Trivia
Heftig in Kritik geriet Alois Gmür aufgrund seines Verhaltens während der COVID-19-Pandemie, als er am 15. Februar 2021, trotz Verbots, am Sühudiumzug, einem Fasnachtsbrauch im schwyzerischen Einsiedeln, teilnahm und im Anschluss sein Verhalten nicht entschuldigte, sondern bloss lapidar meinte, es sei nicht möglich, in der Zentralschweiz die Fasnacht zu verbieten.

## Privates
In der Schweizer Armee ist Gmür Major. Er ist verheiratet und Vater von fünf Kindern.